# Hans Baier (Künstler)
Hans Baier (* 10. Juni 1912 in Salzburg; † 1993 in Hallein) war ein österreichischer Bildhauer und Grafiker.

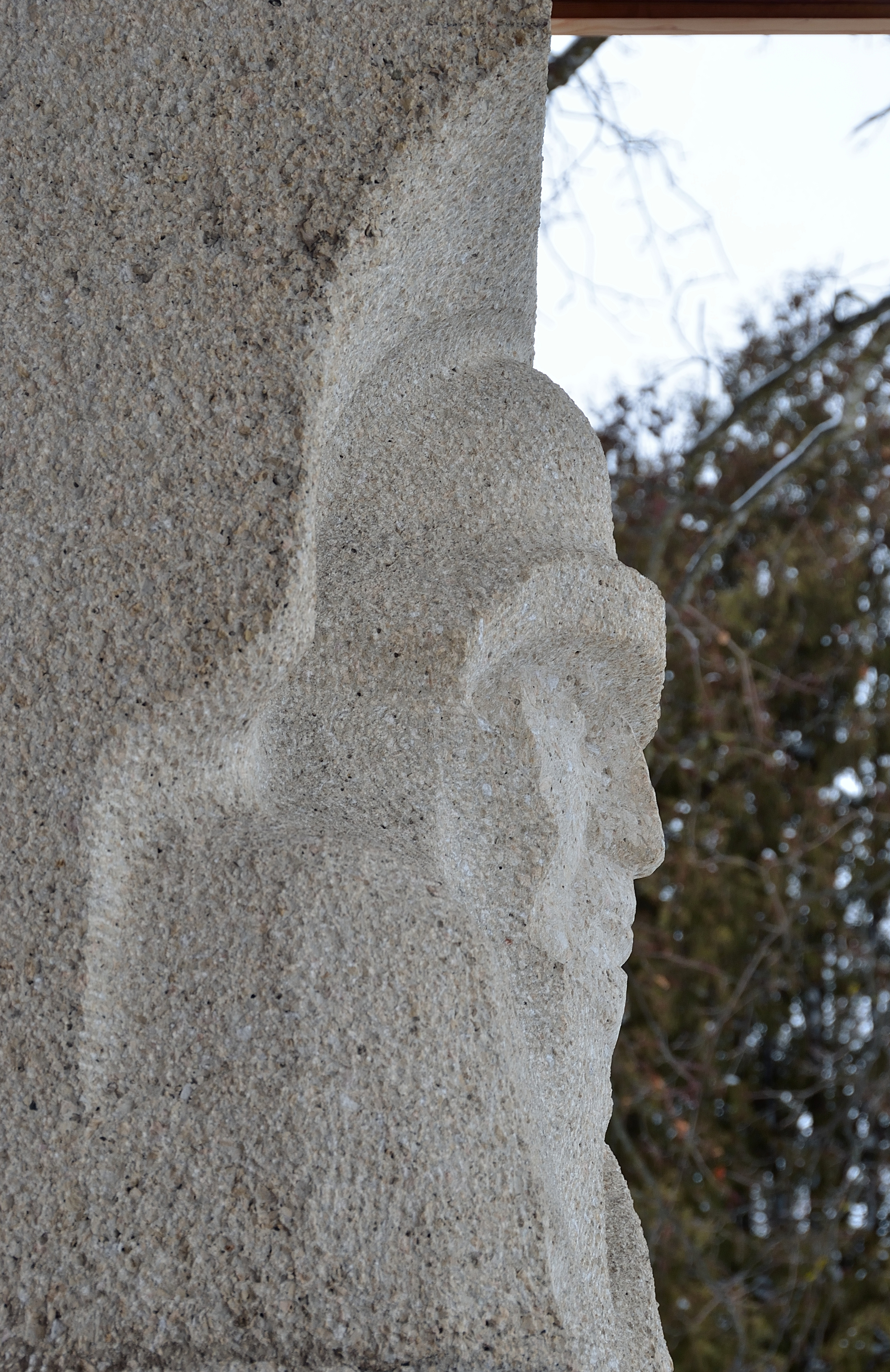
Kriegerdenkmal Schladming

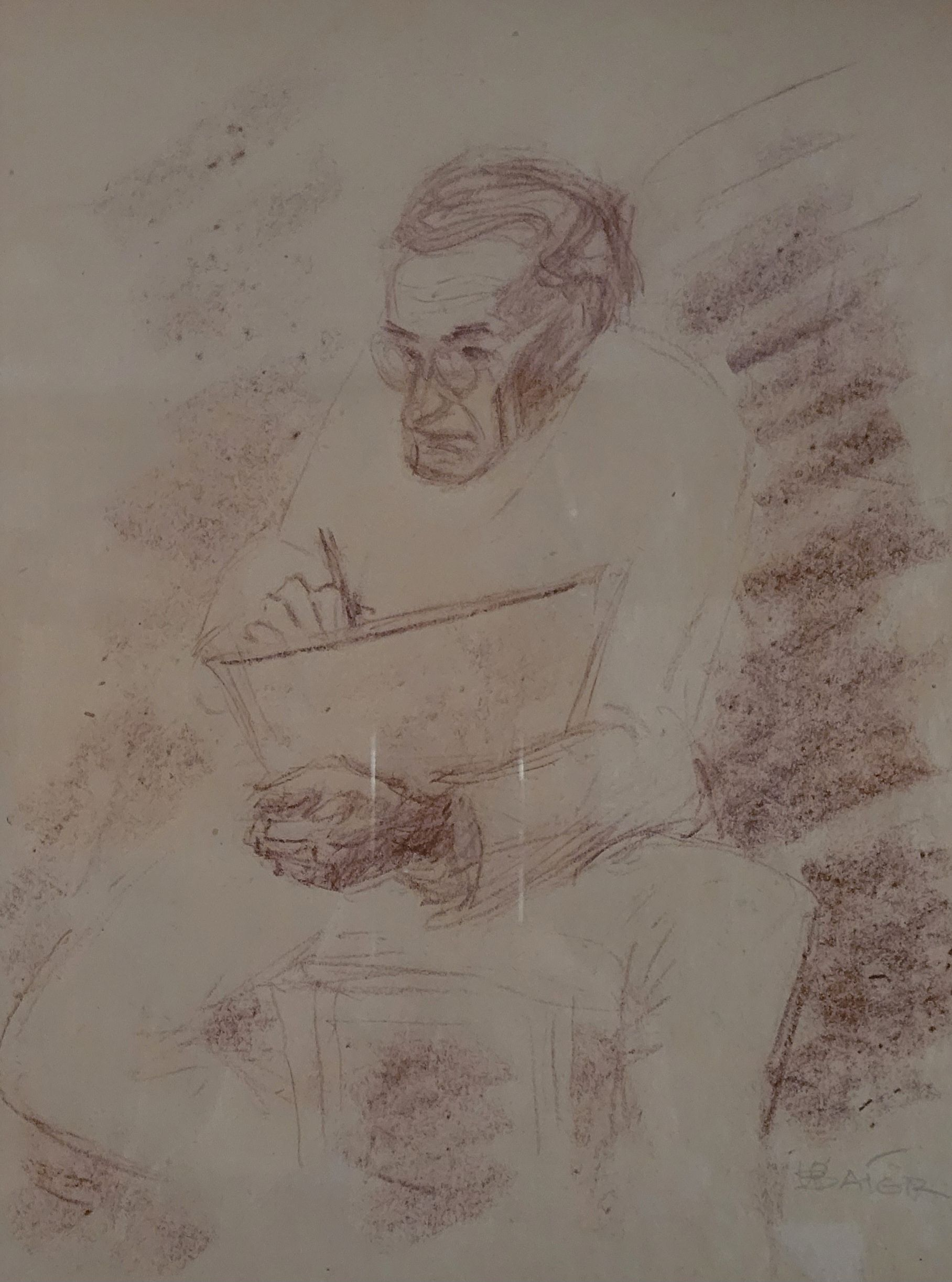
Zeichnung von Hans Baier: Max Domenig beim Aktzeichnen

## Leben
Hans Baier besuchte die Kunstgewerbeschule und Akademie der bildenden Künste Wien und war Schüler von Anton Hanak. In München war er Assistent des deutschen Tierplastikers und Ideenspenders der Salzburger Sommerakademie, Fritz Behn. Von 1946 bis 1977 war er Werkstätteneiter der Bildhauerschule Hallein (HTBLA Hallein) –  „Gedächtnisausstellung 2002“. 1947 war er Gründungsmitglied der Kunstgemeinschaft Tennengau. 
Er hatte Ausstellungen in Wien, Innsbruck, Linz, Salzburg, München, Hamburg, Stuttgart, Frankfurt, Köln, Zürich, Madrid, Athen, New York. Baier tätigte Ankäufe durch Stadt und Land Salzburg, Innsbruck, Bundesministerium in Wien, in die Schweiz, nach Deutschland und Spanien.
Seine Frau war die akademische Malerin Hedi Baier. Sein Sohn Hannes Baier ist Kunstmaler, Designer und künstlerischer Leiter und Dozent der Leonardo Kunstakademie Salzburg.

## Werke
Zu seinen Werkern gehören Arbeiten in Marmor, Stuck, Bronze, Stein, Elfenbein, Metall, Holz, Eisengraphik und Mosaik, Fresko, Relief und Sgraffito. Als Aufträge für öffentliche Bauten und Einrichtungen in Museen, Schulen, Kirchen, Landesregierung schuf Baier Tierplastiken und Porträts von Persönlichkeiten in Holz, Stein und Bronze.
- 1937 Portraitrelief zum Komponisten Franz Xaver Gruber am Wohnhaus Grubers am Gruber-Platz in Hallein[1]
- 1953 Wandmalerei am Haus am Schanz-Platz Nr. 2 in Hallein[1]
- 1965 Bildstock mit Figur Augustinus in Hallein[1]
- Relief Zwei Männer tragen einen Toten am Kriegerdenkmal vor der Pfarrkirche Werfen[1]

## Auszeichnungen
- Ehrenkreuz für Wissenschaft und Kunst erster Klasse